# Piz Tavrü
Der Piz Tavrü ist mit 3167 m ü. M. nach dem Piz Sesvenna und dem Piz Pisoc der dritthöchste Berg der Sesvennagruppe in den Schweizer Alpen.

## Lage und Umgebung
Der Gipfel erhebt sich nördlich des Ofenpasses über dem Val Nüglia, die Nordflanke des Berges fällt zum Val Tavrü, einem Seitental des Val S-charl, hin ab. Die Südseite des Piz Tavrü wie auch das gesamte Val Nüglia sind Teil des Schweizer Nationalparks. Die Grenze des Parks verläuft über den gesamten Kamm des Berges von Südosten nach Nordwesten. In diesem Abschnitt ist der Grenzverlauf auch identisch mit der Grenze der politischen Gemeinden Scuol im Norden und Val Müstair im Süden. Mit einer Schartenhöhe von 851 Metern ist der Piz Tavrü ein relativ eigenständiger Berg.

## Routen zum Gipfel
Der Piz Tavrü wird nur sehr selten bestiegen. Mögliche Routen führen von S-charl aus durch das Val Tavrü zur Nordseite des Berges. Hier kann entweder zur Fuorcla Val Nüglia hinaufgestiegen werden, um den Gipfel über den Ostgrat zu erreichen (mindestens WS+,II), oder direkt durch ein Rinnensystem in der Nordflanke zum Gipfel gestiegen werden (ca. ZS-,III, wegen Steinschlages besonders bei warmen Temperaturen gefährlich). Da die Südseite im Nationalpark liegt, gibt es dort keine bekannten Routen, der Schwierigkeitsgrad dürfte aber generell niedriger sein als auf der Nordseite, da die Neigung der Südflanke wesentlich geringer ist als die der Nordflanke.